# Ernesto Ruano
José Ernesto Ruano Guzmán (Santa Ana; 30 de septiembre de 1945) es un exfutbolista salvadoreño que jugaba como defensa.

## Selección nacional
Fue convocado en la selección de El Salvador por Rigoberto Guzmán a los Juegos Olímpicos de México 1968, jugando los partidos contra Israel y Ghana.

### Participaciones en Juegos Olímpicos
| Torneo                   | Sede   | Resultado    |
| ------------------------ | ------ | ------------ |
| Juegos Olímpicos de 1968 | México | Primera fase |